# Stuckenia pamirica
Stuckenia pamirica là một loài thực vật có hoa trong họ Potamogetonaceae. Loài này được (Baagøe) Z.Kaplan mô tả khoa học đầu tiên năm 2008.